# Калинина, Любовь Сергеевна
Любо́вь Серге́евна Кали́нина (род. 7 сентября 2001, Саратов) — российская биатлонистка, многократный призёр чемпионатов России. Мастер спорта России (2019).

## Биография
Родилась в Саратове в семье профессиональных лыжников.
В детстве ходила на танцы, затем стала заниматься лыжными гонками у тренера Ивана Алексеевича Болотова. Во втором классе школы №72, в которой училась Любовь, вместе со старшей сестрой Анастасией перешла в биатлон. Наставниками спортсменки стали Николай Фомин и Екатерина Халиуллина.
Окончила профессионально-педагогический колледж Саратовского технического университета.
На внутрироссийских соревнованиях в разные годы выступала за Саратовскую область, Мордовию и Тюменскую область. С 2023 года представляет Татарстан.

### Спортивная карьера
Неоднократно становилась победителем и призёром всероссийских соревнований среди юниорок.
На международных соревнованиях дебютировала в 2019 году на юношеском чемпионате мира в словацком Осрблье, но высоких результатов там не показала. На аналогичном первенстве 2020 года в Ленцерхайде Калинина была в десятке сильнейших в каждой гонке, а в спринте стала серебряным призёром.
Сезон 2021/22 начинала на юниорском Кубке IBU, по ходу которого стала второй в одиночной смешанной эстафете, но затем выбыла из соревнований из-за положительного теста на COVID-19. Вернулась к гонкам Калинина на юниорском чемпионате Европы 2022 года в словенской Поклюке, где в спринте стала только 61-й. В конце сезона завоевала свою первую медаль Чемпионата России, став третьей в командной гонке в Тюмени.
С сезона 2022/23 выступает среди взрослых. В январе выиграла первую личную награду в карьере, завоевав серебро в суперспринте на чемпионате России в Рыбинске. Также Калинина стала серебряным призёром чемпионата страны в составе смешанной эстафеты.
На чемпионате России 2024 года стала третьей в одиночной смешанной эстафете. Через год вновь стала бронзовым призёром первенства страны в той же дисциплине в Тюмени, а также в большом масс-старте в Увате.

## Личная жизнь
В сентябре 2024 года вышла замуж за биатлониста Евгения Емерхонова.